# Adrien-Hubert Brué
Adrien-Hubert Brué (Parigi, 20 marzo 1786 – Sceaux, 16 luglio 1832) è stato un esploratore e cartografo francese.

Planisfero Mercatore di A. Brué (1816).

Dall'età di dodici anni, è mozzo su varie navi. Si imbarcò all'età di quattordici anni come ragazzo di seconda classe a bordo del Naturaliste che faceva parte della spedizione di Nicolas Baudin (1800-1804) nei mari del sud e in Nuova Olanda (Australia) e alla fine della spedizione di Louis de Freycinet.
Ha pubblicato vari atlanti e mappe speciali anche notevoli per la purezza dell'incisione e l'accuratezza delle informazioni. Nel 1814, conia il nome di Oceania. La sua opera principale è il suo Atlante universale: pubblicato per la prima volta nel 1820, in 36 mappe. Questo atlante è stato gradualmente arricchito da lui e da Charles Picquet. È deceduto a causa del colera.